# クローンシップカーオ駅
クローンシップカーオ駅（クローンシップカーオえき、タイ語:สถานีรถไฟชุมทางคลองสิบเก้า）は、タイ王国中部チャチューンサオ県バーンナムプリアオ郡にある、タイ国有鉄道東本線の駅である。

## 概要
クローンシップカーオ駅は、タイ王国中部チャチューンサオ県の人口約8万7千人が暮らすバーンナムプリアオ郡にある。
1925年1月1日、当駅付近を含むタイ国鉄東線チャチューンサオ駅以東の区間が開通。
1995年8月19日、当駅と東北本線ケンコーイ駅との間を短絡するバイパス線が開通し、分岐駅となる。この路線は、タイ東部臨海工業地帯の開発に伴い、東北本線・北本線沿線地域と東部臨海工業地帯との間の貨物輸送について、バンコク都心部を避けて直通運行を行う目的で建設されたもので、貨物列車のみが運行されている。貨物の輸送力については引き続き増強が図られており、2010年現在、東線チャチューンサオ駅 - 当駅 - 東北本線ケンコーイ駅間の複線化が着工に向けて準備中である。

## 歴史
- 1908年1月24日【開業】クルンテープ駅 - チャチューンサオ駅 (60.99 km)
- 1925年1月1日【開業】チャチューンサオ駅 - カビンブリー駅 (100.27 km)
- 1995年8月19日【開業】クローンシップカーオ駅 - ケンコーイ駅 (81.29 km)

## 駅構造
単式及び島式1面の複合型ホーム2面3線をもつ地上駅であり、駅舎はホームに面している。